# المربع
المربع (عربی: المربّع و انگلیسی: El Morabba3) گروه موسیقی راک عربی اهل امان، اردن است که در سال ۲۰۰۹ تشکیل شد.

## آلبوم‌ها
- المربع (۲۰۱۲)
- طرف الخیط (۲۰۱۶)